# Cyclamen pseudibericum
Cyclamen pseudibericum là một loài thực vật có hoa trong họ Anh thảo. Loài này được Hildebr. mô tả khoa học đầu tiên năm 1897.

## Hình ảnh

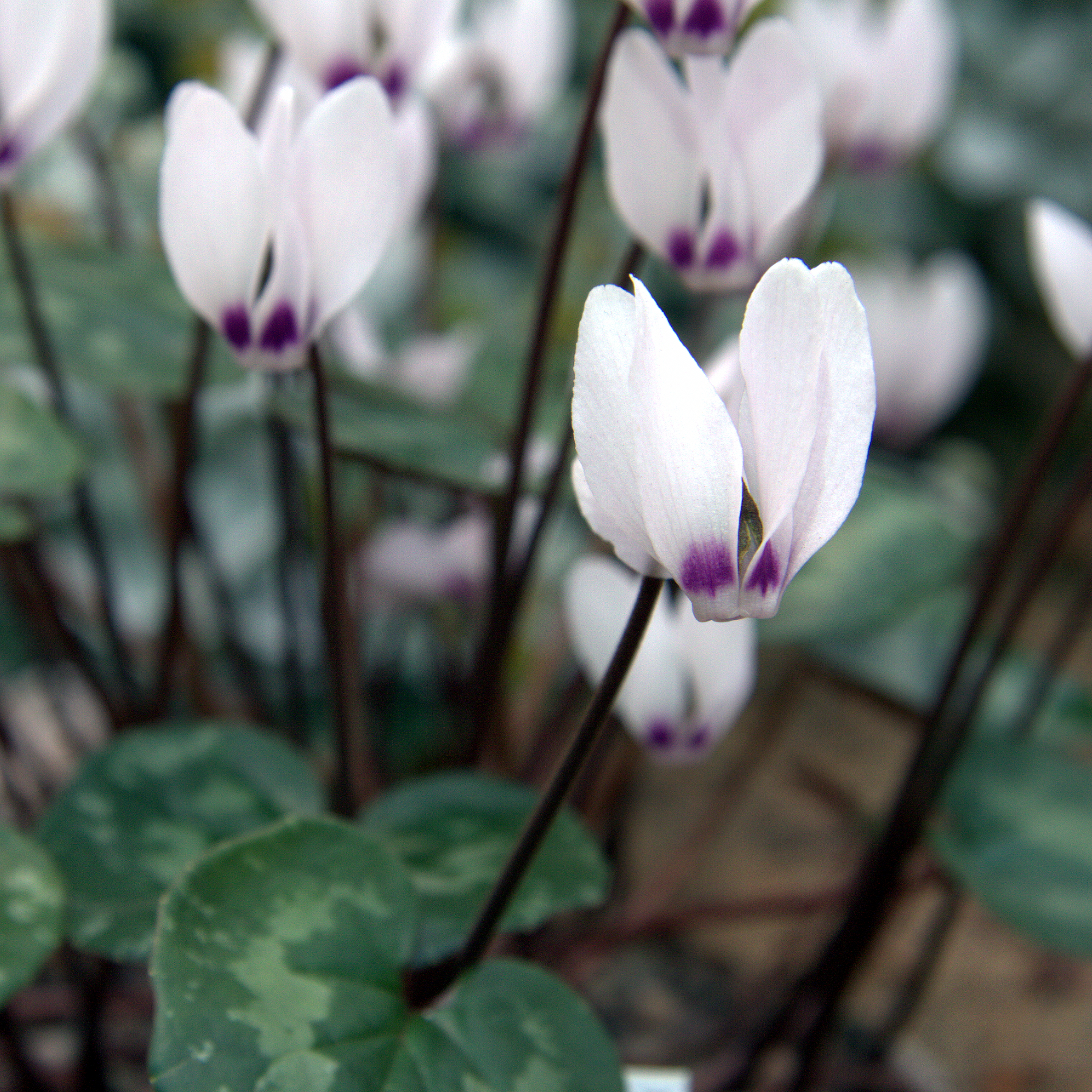
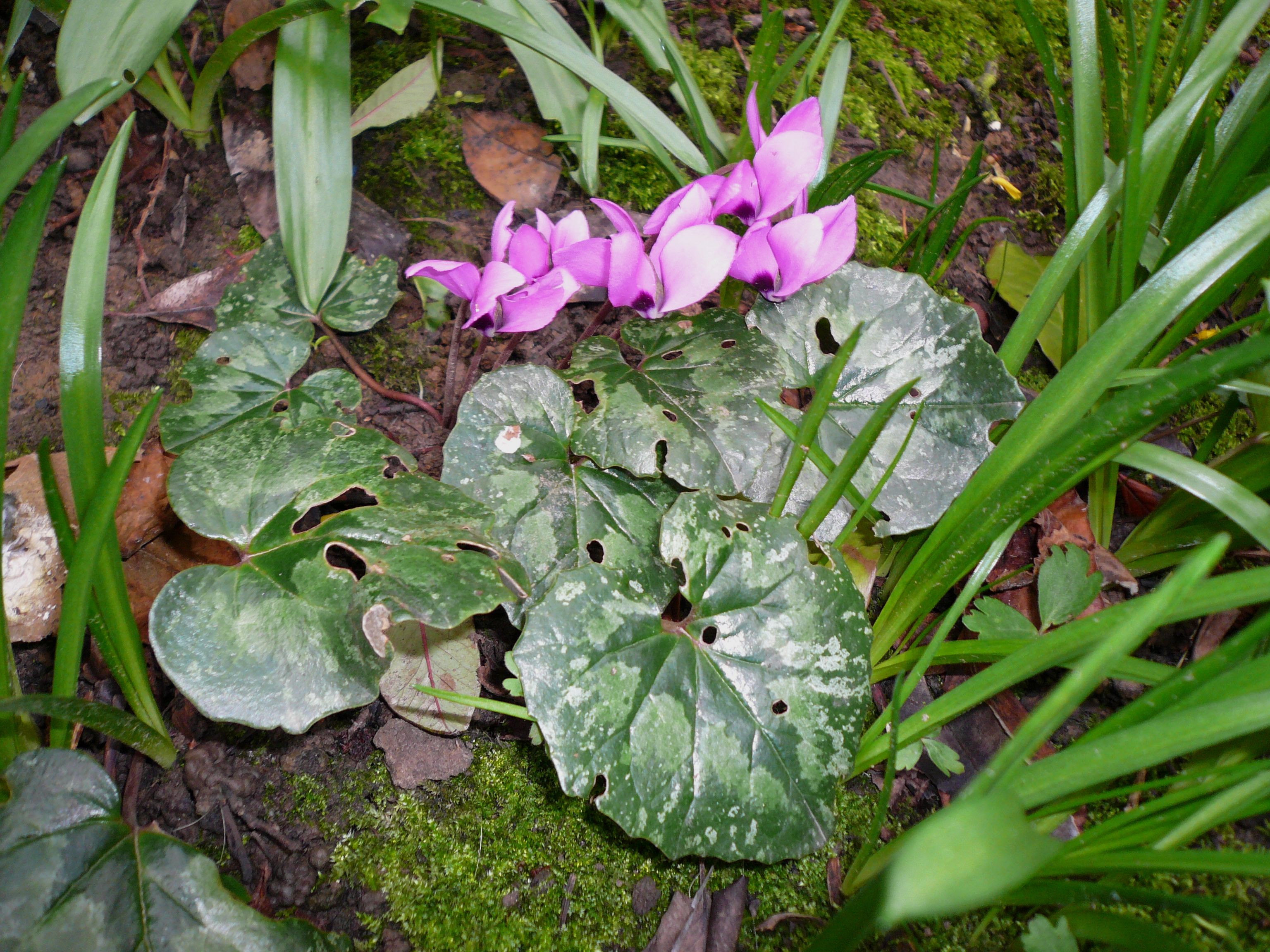